# Isla Kyungyi
Kyungyi es una isla situada en el mar de Andamán, junto a la costa del estado de Mon, en la zona sur de Birmania. Esta isla de 4,6 de kilómetros de largo se encuentra a 4,3 km de distancia de la costa. Cuenta con cuatro picos visibles cubiertos de bosques densos que se elevan hasta una altura máxima de 163 m.
Kyungyi se encuentra a 8 km al sur de Nat Kyun -la isla Nat-, siendo la más meridional de una cadena de pequeñas islas costeras que se encuentran frente a la desembocadura del río Ye.